# 上桂峡水库
上桂峡水库是中国广西壮族自治区桂林市兴安县境内的一座水库，位于湘江支流上桂河上，建于1971年。水库正常库容为1355万立方米，集雨面积为130平方千米，海拔为313米。